# جک ژوستاک
جک ویلیام ژوستاک (به انگلیسی: Jack William Szostak) زیست‌شناس انگلیسی‌تبار آمریکایی، پژوهشگر، استاد دانشگاه و برندهٔ جایزه نوبل فیزیولوژی و پزشکی سال ۲۰۰۹ است.
جک ژوستاک، دکترایش را سال ۱۹۷۷، از دانشگاه کرنل گرفت و از ۱۹۷۹، در دانشکده پزشکی هاروارد عضو هیئت‌علمی شد. او هم‌اکنون، استاد ژنتیک بیمارستان عمومی ماساچوست است.

## زندگی و تحصیل
او کارشناسی زیست‌شناسی سلولی را در ۱۹ سالگی از دانشگاه مک‌گیل کانادا و دکترای بیوشیمی را از دانشگاه کرنل آمریکا اخذ کرد.

## جایزه نوبل پزشکی
یکصدمین جایزهٔ نوبل پزشکی، به جک ژوستاک، الیزابت بلک‌برن و کارول گریدر، به خاطر پژوهش‌هایشان در زمینهٔ کشف مکانیزم حفاظت تلومر از کروموزوم‌های خطی، اهدا خواهد شد.